# Software Engineering Method and Theory
 (janvier 2016).

SEMAT (Software Engineering Method and Theory) (ou Méthode et Théorie d'Ingénierie Logicielle) est une initiative destinée à remodeler génie logiciel afin de faire en sorte que cette discipline puisse être qualifiée de "rigoureuse". 
L'initiative a été lancée en décembre 2009 par Ivar Jacobson, Bertrand Meyer, et Richard Soley.